# Gino Vannelli
Gino Vannelli (Montreal, Quebec, 16 de junio de 1952) es un cantante y compositor canadiense, que ha tenido varios éxitos musicales en los 70s y 80's, especialmente con su éxito Black Cars (1985). 

## Historia
De iniciación musical temprana -estudió teoría de la música, armonía y composición en la Universidad de McGill-, Gino Vannelli comenzó su carrera artística junto a sus dos hermanos, Joe Vannelli (tecladista y arreglista), y Ross Vannelli (guitarrista y compositor de canciones para el cine y la televisión), con quienes conformó una banda de rhythm and blues durante la década del '60.
Pero no sería sino hasta 1970 que encararía una trayectoria solista grabando para la A&M Records. Producido por el trompetista Herb Alpert, lanzaría al mercado su primer LP, "Crazy Life" (Vida loca, 1973), a partir del cual se sucederían con algunos altibajos una decena de discos más (ver más abajo).
Gino Vannelli es conocido mayormente por algunos hits que podrían incluirse dentro del género denominado "música pop" ("Sólo quiero detenerme", "Duele estar enamorado", "Autos negros", entre otros), pero ha navegado por toda clase de vertientes musicales, destacándose particularmente en el jazz (la música que gustaba Russ, su padre, quien influyó en ese aspecto), y últimamente más recientemente la lírica (Canto, 2003), dando pruebas de un crecimiento artístico sostenido.
Cada obra de Vanelli en su estilo (pop, mélodico, jazz o lírico), se destaca por ser el resultado de un riguroso trabajo melódico, armónico y rítmico, y un producto claramente identificable de su autor.
Durante 2007, Vannelli desarrolló una intensa labor junto al pianista de jazz Michiel Borstlap, con quien realizó una serie de conciertos en vivo y para la televisión en varios países del continente europeo. Desde el año 2008 trabaja en compañía del pianista Bert Van den Brink
El 13 de febrero de 2009 Gino lanzó al mercado dos obras: su libro de poesía y un CD titulado "A Good Thing" que contiene 9 pistas y 23 poemas. Con su nuevo grupo holandés al que se incorpora el gran guitarrista Allen Hinds, logra destapar su "tarro de las esencias" hasta los límites del sonido que viene desarrollando hace más de treinta años. Se mantiene el carácter íntimo de sus composiciones, instrumentalmente el disco es rico en matices jazzísticos, caso por ejemplo del tema "A Good Thing".
Vannelli también ha participado en trabajos junto a músicos notables, como Montserrat Caballé, Rok Golob, Martine St. Clair, Manuel Mijares, Billy Cobham, Alejandro Lerner, Luis Alberto Spinetta, entre otros.
Es importante mencionar, que Vannelli se ha convertido en uno de los íconos del Jazz-rock, en virtud de los arreglos orquestales efectuados por su hermano Ross y su potente voz, capaz de recorrer varias escalas, con la técnica propia de este virtuoso de la música moderna.

## Discografía

### Álbumes de estudio
- Crazy Life (1973)
- Powerful People (1974)
- Storm At Sunup (1975)
- Gist Of The Gemini (1976)
- Pauper In Paradise (1977)
- Brother To Brother (1978)
- Nightwalker (1981)
- Black Cars (1985)
- Big Dreamers Never Sleep (1987)
- Inconsolable Man (1990)
- Live In Montreal (1991)
- Yonder Tree (1995)
- Slow Love (1998)
- North Sea Jazz Festival (2002)
- Canto (2003)
- These Are the Days (2006)
- A Good Thing (2009)
- Stardust In The Sand (2009)
- Wilderness Road (2019)

### Álbumes recopilatorios
- Sonido Vannelli (1976)
- The Best Of Gino Vannelli (1980)
- Classics Volume 7 (1987)
- The Very Best Of Gino Vannelli (1988)
- Greatest Hits & More (1997)
- A&M Digitally Remastered Best (1998)
- Ultimate Collection (2000)
- The Best Of Gino Vannelli - 20th Century Masters: Millennium Collection (2002)
- The Ultimate Collection (2003)
- These Are The Days (2005)
- The Very Best Of Gino Vannelli (2006)
- Best And Beyond (2009)
- Nightwalker+Black Cars (2009)
- Powerful People/Storm At Sunup (2009)
- Gino Vannelli (2011)
- Wild Horses: His Greatest Hits (2013)
- Collected (2014)
- Icon (2016)

### VHS & DVD
- Gino Vannelli (1984)
- The North Sea Jazz Festival 2002 (With Metropole Orchestra) (2011)